# Oberstes Rottal mit Seitentälern und Umgebung
Das Oberste Rottal mit Seitentälern und Umgebung ist ein vom Regierungspräsidium Stuttgart am 16. April 1991 durch Verordnung ausgewiesenes Natur- und Landschaftsschutzgebiet im Nordosten Baden-Württembergs. Es besteht aus dem Naturschutzgebiet (NSG) „Wiesen im Rot- und Dachsbachtal bei Finsterrot“ und dem dienenden Landschaftsschutzgebiet (LSG) „Oberstes Rottal mit Seitentälern und Umgebung“.

## Lage
Das insgesamt etwa 159 ha große Schutzgebiet umfasst das Tal der Fichtenberger Rot zwischen Weihenbronn und Böhringsweiler sowie die Seitentäler von Tiefenbach (mit größtenteils auch dem rechten Oberlauf Rößbach) und Dachsbach. Der zentrale Teil zwischen dem Gewann Rotwiesen und der Dachsbachmündung ist als Naturschutzgebiet ausgewiesen.
Das Schutzgebiet verteilt sich auf die Gemeinden Wüstenrot im Landkreis Heilbronn (12,3 ha NSG und 101,6 ha LSG), Mainhardt im Landkreis Schwäbisch Hall (19,4 ha LSG) und Großerlach im Rems-Murr-Kreis (25,5 ha LSG).
Das Gebiet gehört zum Naturraum Schwäbisch-Fränkische Waldberge.

## Schutzzweck
Wesentlicher Schutzzweck des Naturschutzgebietes ist laut Schutzgebietsverordnung „die Erhaltung eines landschaftlich reizvollen Wiesentales mit extensiv genutzten Nasswiesen, Hochstaudenfluren, Seggenbeständen und einem naturnahen Bachauenwald als wertvoller Lebensraum einer vielfältigen Flora und Fauna mit zum Teil stark gefährdeten Arten.“
Für das Landschaftsschutzgebietes ist „die Sicherung der ökologisch notwendigen Pufferzone zwischen dem Naturschutzgebiet und der Bebauung sowie zwischen dem Naturschutzgebiet und intensiv landwirtschaftlich genutzten Flächen [und] die Erhaltung eines landschaftstypischen, offenen Wiesentales mit Nasswiesen, seinen Wiesenhängen und Randbereichen, die durch zahlreiche Landschaftselemente wie Hohlwege, Gehölzgruppen, Waldteile, Raine und Böschungen gegliedert sind“ als Schutzzweck angegeben.

## Landschaftscharakter
Das Schutzgebiet zeichnet sich durch ein Mosaik von Wald- und Offenlandflächen sowie Gewässern aus. Entlang der Fichtenberger Rot sind größere Nasswiesenkomplexe ausgebildet. An Dachsbach und Tiefenbach sind zwei größere Teiche angestaut. Stellenweise finden sich größere Feuchtbiotopkomplexe mit Großseggenrieden und Auwaldbeständen.

## Zusammenhängende Schutzgebiete
Das Landschaftsschutzgebiet wird im Südosten vom Landschaftsschutzgebiete Fichtenberger Rot-, Murr- und Fornsbachtal mit angrenzenden Höhenzügen fortgesetzt und überschneidet sich in Teilen mit dem FFH-Gebiet Kochertal Abtsgmünd - Gaildorf und Rottal. Am Tiefenbach liegt ein flächenhaftes Naturdenkmal. Das Schutzgebiet liegt im Naturpark Schwäbisch-Fränkischer Wald.